# Vincent Cournoyer
Pour les articles homonymes, voir Cournoyer.
Vincent Cournoyer, né le 28 février 1987 à Saint-Hyacinthe (Canada), est un joueur de soccer canadien du Québec.

## Biographie
Après avoir débute au FC Saint-Hyacinthe, Vincent Cournoyer a signé un contrat amateur pour pallier l'absence de deux des trois gardiens de but réguliers de l'Impact. En 2005, il a fait des essais en France avec l'AS Saint-Étienne et les Girondins de Bordeaux. Il a ensuite fait des essais et s’est entraîné avec le club de première division belge Royal Excelsior Mouscron. Il a signé avec l'Attak de Trois-Rivières pour la saison 2007. 
Il joue maintenant pour le club Royal Sélect de Beauport dans la LSÉQ et il a mérité l'honneur du gant d'or (meilleur gardien) lors du gala d'honneur de la ligue en 2008 et 2009. Il évolue également avec le Rouge et Or de l'Université Laval depuis 2008. En 2009, le Rouge et or a remporté le titre provincial universitaire et le Championnat Canadien universitaire, il a été nommé sur l'équipe d'étoile du Championnat canadien. 
En 2010, il devient le Capitaine du Rouge et Or. Il a commencé dans le club de l'Inter Saint-Hyacinthe, où il assiste l'actuel directeur technique, et entraîne aussi quelques clubs et tous les gardiens de buts du club. Il est aujourd'hui entraîneur-adjoint du Rouge et Or.
En parallèle à sa carrière de joueur de soccer, il a participé aux éliminatoires de la Coupe du monde de beach soccer 2011 ainsi que ceux de l'édition de 2013 avec la sélection canadienne,.
En 2013, il se rend à Marseille, en France, afin de participer au Tournoi International des Peuples, Cultures et Tribus de Marseille avec la sélection du Québec sous la direction du sélectionneur-joueur Patrick Leduc.

## Statistiques en carrière
| Club               | année | pj | pd | MIN | B | P | PTS | C | E |
| ------------------ | ----- | -- | -- | --- | - | - | --- | - | - |
| Impact de Montréal | 2006  | 0  | 0  | 0   | 0 | 0 | 0   | 0 | 0 |
| Total Impact       | ----  | 0  | 0  | 0   | 0 | 0 | 0   | 0 | 0 |
| Total USL          | ----  | 0  | 0  | 0   | 0 | 0 | 0   | 0 | 0 |